# Никола Каранов
Никола Стоянов Каранов е български офицер, флотилен адмирал (бригаден генерал).

## Биография
Роден е на 11 май 1965 г. във Варна. През 1986 г. е вербуван като агент на Трето управление на ДС с псевдоним Явор. През 1989 г. завършва Висшето военноморско училище „Никола Вапцаров“ във Варна. Службата си започва като командир на минно-артилерийска бойна част на базов тралчик в 3 отделен дивизион тралчици на военноморска база Варна. От 1992 до 1996 г. последователно е командир на щурманска бойна част и помощник-командир на базов миночистач към 3 дивизион миночистачни кораби. Между 1996 и 1998 г. е командир на базов миночистач в същия дивизион. От 2000 до 2003 г. е флагмански миньор в отделение „Операции и бойна подготовка“ в
Щаба на военноморска база Варна. От 2006 до 2009 г. е командир на трети дивизион миночистачни кораби към военноморската база във Варна.
През 2010 г. завършва Командния колеж на ВМС на САЩ в Нюпорт. Между 2010 и 2016 г. е началник на отделите „Планиране и развитие на силите“ и „Планиране, развитие и бюджетиране на ВМС“ в Щаба на Военноморските сили. От 2016 г. е началник на Щаба на Военноморските сили. С указ № 230 от 1 юли 2016 г. е назначен на длъжността заместник-командир на Военноморските сили и удостоен с висше офицерско звание комодор.
Във връзка с преименуването на званието комодор във флотилен адмирал, с указ от 9 януари 2017 г. е удостоен с висше офицерско звание флотилен адмирал.
С указ от 8 февруари 2017 г. във връзка с насложената особена психо-обстановка и изключително трудното за взаимодействие с командира на ВМС контраадмирал Петев, и по повод подаден рапорт за освобождаване от военна служба, флотилен адмирал Никола Каранов е освободен от длъжността заместник-командир на Военноморските сили и от военна служба, считано от 23 февруари 2017 г.
Награждаван е с Награден знак „За отлична служба“ – II степен и Награден знак „За вярна служба под знамената“ – IIІ степен.

## Военни звания
- 1989 г. Лейтенант
- 1992 г. Старши лейтенант
- 1996 г. Капитан-лейтенант
- 1999 г. Капитан III ранг
- 2003 г. Капитан II ранг
- 2006 г. Капитан I ранг
- 2016 г. Комодор, от 9 януари 2017 г. преименуван на флотилен адмирал